# Durga Corona
La Durga Corona è una struttura geologica della superficie di Venere.